# Toplotna vaba
Toplotna vaba (angleško Flare) je protiukrep, ki ga uporabljajo letala ali helikopterji za obrambo pred infrardeče vodenimi izstrelki zrak-zrak ali pa zemlja-zrak. Toplotne vabe največkrat vsebujejo pirotehnični material na osnovi magnezija, ki se hitro vžge in pri gorenju hitro razvije visoko temperaturo, ki je večja od temperature izpuha motorja. Namen vabe je, da izstrelek zaradi večje intenzivnosti infrardečega sevanja prične slediti vabi in ne zadene letala.
Toplotne vabe so pri letalih nameščene v posebnih vsebnikih in se ob opažanju izstrelka odvržejo iz letala, kar se lahko izvede ročno, ali avtomatsko z uporabo posebnih sistemov. Pilot potem izvede zavoj stran od odvrženih toplotnih vab in zmanjša moč motorjev, da zmanjša oddano toploto. Če je manever uspešen, začne izstrelek slediti odvrženim toplotnim vabam.
Moderni izstrelki z IR vodenjem vsebujejo elektronske sklope, ki zaznajo pojav toplotnih vab in ločujejo med pravim ciljem in toplotnimi vabami. V ta namen se koristi preventivno odmetavanje toplotnih vab, če obstaja možnost uporabe izstrelkov z IR vodenjem. S tem se popači toplotna slika cilja, zaradi česar je namerjanje infrardeče vodenega izstrelka težje.

Toplotne vabe so po delovanju lahko:
- Piroforične, kar pomeni, da se ob odmetu iz letala same vžgejo ob stiku z zrakom, morajo pa pred uporabo biti zaprte v zrakotesnih posodah.
- Pirotehnične, ki potrebujejo ločen vir vžiga.